# Виспянська сільська рада
| Виспянська сільська рада — орган місцевого самоврядування у Рогатинському районі Івано-Франківської області з адміністративним центром у с. Виспа. Історична дата утворення: в 1944 році. Водоймища на території, підпорядкованій даній раді: річки Свірж, Любешка. Сільській раді підпорядковані населені пункти: - с. Виспа - с-ще Кам'янка - с. Любша - с. Мельна |

## Склад ради
Рада складається з 14 депутатів та голови.

### Керівний склад ради
| ПІБ                      | Основні відомості                                                             | Дата обрання | Дата звільнення |
| ------------------------ | ----------------------------------------------------------------------------- | ------------ | --------------- |
| Кашинська Марія Ільківна | Сільський голова, 1953 року народження, освіта, позапартійна                  | 26.03.2006   | 22.12.2008      |
| Сенишин Ігор Васильович  | Сільський голова, 1962 року народження, освіта, безпартійний                  | 14.06.2009   | 31.10.2010      |
| Сенишин Ігор Васильович  | Сільський голова, 1962 року народження, освіта середня загальна, безпартійний | 31.10.2010   |                 |

Примітка: таблиця складена за даними джерела